# Apispiralia maxima
Apispiralia maxima é uma espécie de gastrópode do gênero Apispiralia, pertencente a família Mangeliidae.